# Ursula Lehr
Ursula Lehr, nacida como Leipold, (Fráncfort del Meno, 5 de junio de 1930 - Bonn, 25 de abril de 2022) fue una política alemana, miembro de la Unión Demócrata Cristiana (CDU).

## Biografía
Entre 1988 y 1991 fue ministra federal de Juventud, Familia, Mujer y Salud, y desde entonces hasta 1994 fue miembro del Bundestag alemán. Entre 2004 y 2008 también fue presidenta de la Asociación de Antiguos Miembros del Bundestag y del Parlamento Europeo. 
Vivió en Bad Godesberg (Bonn) hasta su fallecimiento. Desde 2009 hasta su óbito era presidenta de la Asociación Federal de Organizaciones de Mayores (BAGSO).

## Obras publicadas
- La mujer en la profesión. Un análisis psicológico del rol profesional femenino. Atheneum, Frankfurt / Bonn 1969
- Psicología del envejecimiento. Fuente y Meyer, Heidelberg 1972, último Wiebelsheim 2007 (11 ª edición). ISBN 978-3-494-01432-6
- El papel de la madre en la socialización del niño. Steinkopff, Darmstadt 1974a ISBN 3-7985-0414-8
- La situación de la mujer que envejece. Inventario y perspectivas para el año 2000. Beck, Munich en 1987. ISBN 3-406-32226-3

## Biografía
- Hans Thomae: los estilos envejecimiento y los destinos de edad, una contribución a la gerontología diferencial Huber, Bern / 1983a Stuttgart. ISBN 3-456-81264-7